# Villanúa
Villanúa (arag. Bellanuga) – gmina w Hiszpanii, w Aragonii, położona w dolinie rzeki Aragón w Pirenejach, w pobliżu szczytu Collarada (2886 m n.p.m.), 87 kilometrów od Huesca, 12 km od granicy z Francją (przejazd tunelem Somport).